# (76146) 2000 EU16
(76146) 2000 EU16 es un pequeño asteroide en el cinturón principal, descubierto por LINEAR el 3 de marzo de 2000 en el Laboratorio Lincoln ETS. Mide aproximadamente 3 kilómetros de diámetro. Es el único cuasi-satélite conocido del planeta enano Ceres. Desde la perspectiva de Ceres, su órbita traza un analema.